# Joe Pass
Joe Pass (New Brunswick, 1929. január 13. – Los Angeles, 1994. május 23.) amerikai dzsesszgitáros.

## Pályakép
Egészen fiatal volt még, amikor jelentős zenekarok foglalkoztatták, köztük Tony Pastor és Charles Barnet együttese. Az ötvenes években drogfüggővé vált, de a hatvanas években többé-kevésbé kilábalt ebből, és attól kezdve egyre jobban kibontakozott tehetsége. Szívesen játszottak vele a legkülönbözőbb összeállításokban. Játszott Ella Fitzgeralddal, Count Basie-vel, Duke Ellingtonnal, Oscar Petersonnal, Jimmy Rowles-szal, Zoot Sims-szel, Benny Goodmannel, Stéphane Grappellivel, Herb Ellis-szel, Dizzy Gillespie-vel, Roy Eldridge-dzsel, Benny Carterrel.
Több mint negyven lemeze jelent meg.

## Források

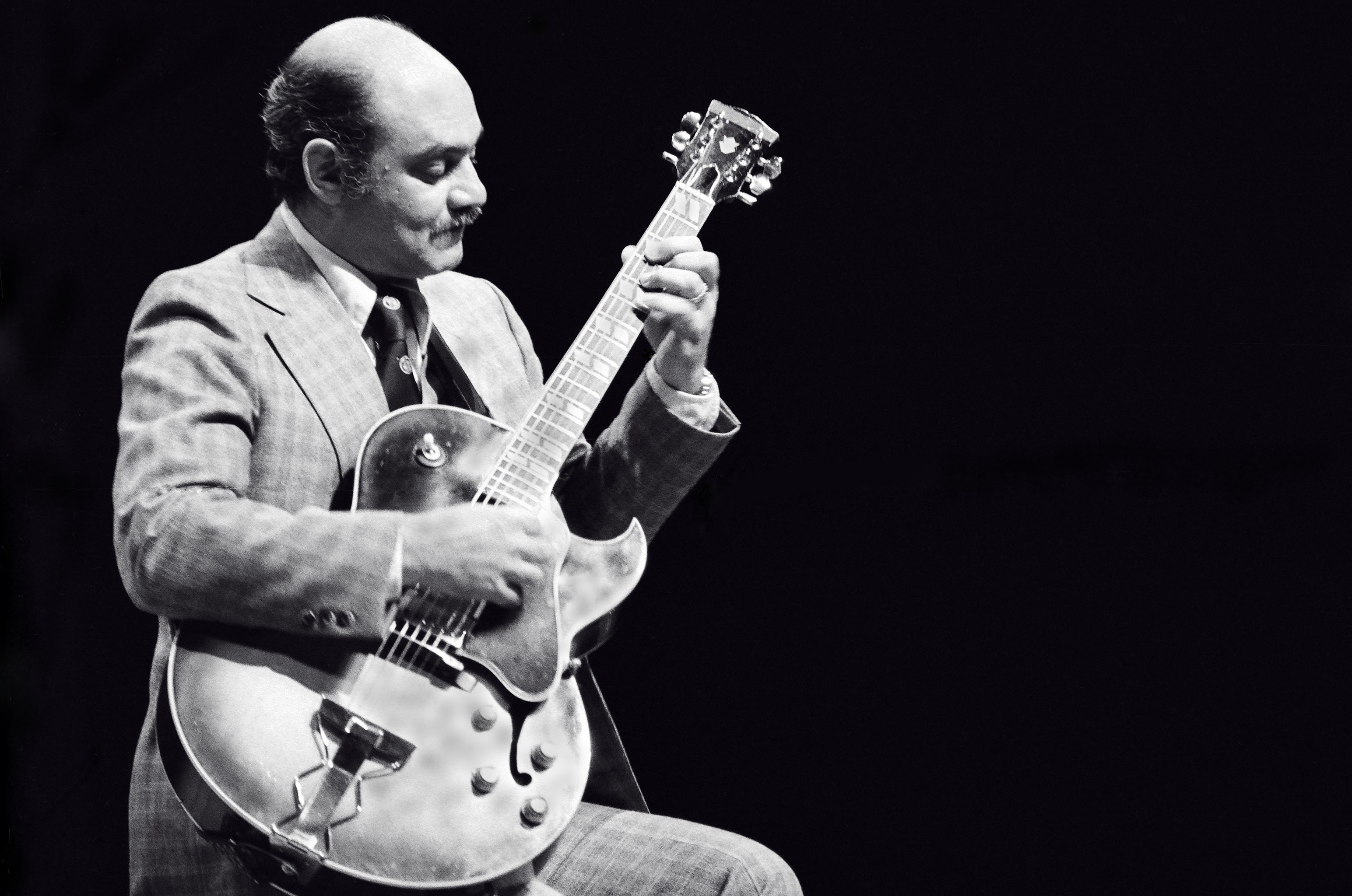